# Maylandia greshakei
Maylandia greshakei (Syn.: Metriaclima greshakei) ist eine Buntbarschart, die endemisch bei den Felsriffen südlich der Insel Boadzulu im südöstlichen Abschnitt des ostafrikanischen Malawisee vorkommt. Die Art ist die Typusart der Gattung Maylandia und wurde nach dem Aquarienfischimporteur Alfons Greshake benannt.

## Merkmale
Maylandia greshakei wird 13,5 bis 15 cm lang und hat eine typische Mbuna-Gestalt. Die obere Körperhälfte geschlechtsreifer Männchen ist metallisch hellblau bis blaugrau gefärbt. Zum Bauch hin wird die Färbung zunehmend gräulicher. Auf den Körperseiten finden sich sechs bis acht kobaltblaue Querbänder. Der Kopf ist blaugrau, die Kiemendeckel blau, die Kehle weiß. Die Rückenflosse ist rostrot bis orange, die ersten Flossenstrahlen und die Spitzen der Flossenmembranen sind weißlich bis silbrig blau. In der Schwanzflosse sind die Flossenstrahlen weiß, die Flossenmembranen besonders in der oberen Hälfte orangerot. Die bläulich transparente Afterflosse zeigt vier bis kleine sieben Eiflecke. Weibchen sind ähnlich gefärbt, manchmal aber auch von rostbrauner oder weinroter Grundfärbung. Ihre Afterflosse hat bis zu zehn Eiflecke.
Von Maylandia mbenjii unterscheiden sich die Männchen von Maylandia greshakei vor allem durch den weniger stumpfen Kopf und die intensiver gefärbte Schwanzflosse.
Die Kiefer sind mit zwei bis drei Zahnreihen besetzt. Die Zähne der äußersten Zahnreihe sind meist zweispitzig, einige hinten liegende sind einspitzig. Die Zähne der inneren Zahnreihen sind dreispitzig. Auf dem ersten Kiemenbogen sitzen 8 bis 12 Kiemenrechen auf der Ceratobranchiale, 2 bis 3 auf der Epibranchiale und eine zwischen diesen Kiemenbogenelementen.
- Flossenformel: Dorsale XVII–XVIII/8–9, Anale III/6–7, Pektorale 11–14.
- Schuppenformel: SL 30–33.

## Lebensweise
Maylandia greshakei ernährt sich vor allem von Phytoplankton, revierbesitzende Männchen eher von Aufwuchs. Wie fast alle Malawiseebuntbarsche und alle Mbuna ist Maylandia greshakei ein ovophiler Maulbrüter, bei dem das Weibchen die Brutpflege übernimmt.